# Björn Leukemans
Björn Leukemans (Deurne, 1 de julio de 1977) es un ciclista belga.
En 2008 fue suspendido por dopaje y en 2009 se unió al Vacansoleil Pro Cycling Team. Tras la desaparición de este equipo fichó por el conjunto Wanty-Groupe Gobert.
El 28 de diciembre de 2015 anunció su retirada del ciclismo tras dieciséis temporadas como profesional y con 38 años de edad.

## Palmarés
| 1999 - 1 etapa de la Vuelta a Navarra 2000 - 1 etapa de la Dekra Open Stuttgart 2002 - 1 etapa de la Carrera de la Solidaridad 2004 - 1 etapa de la Vuelta a Bélgica 2007 - 1 etapa de la Vuelta a Austria 2009 - 1 etapa de la Estrella de Bessèges 2010 - Druivenkoers Overijse | 2011 - Tour de Limousin, más 1 etapa - Druivenkoers Overijse - Flecha de Heist 2012 - Druivenkoers Overijse - Stadsprijs Geraardsbergen 2013 - Druivenkoers Overijse 2014 - 1 etapa del Tour de Limousin 2015 - Tour de Limburgo - Gran Premio Jef Scherens - Stadsprijs Geraardsbergen |

## Resultados en Grandes Vueltas y Campeonatos del Mundo
Durante su carrera deportiva consiguió los siguientes puestos en las Grandes Vueltas y en los Campeonatos del Mundo en carretera:
| Carrera         | Carrera         | 2000 | 2001 | 2002 | 2003 | 2004 | 2005  | 2006 | 2007 | 2008 | 2009 | 2010 | 2011 | 2012 | 2013 | 2014 | 2015 |
| --------------- | --------------- | ---- | ---- | ---- | ---- | ---- | ----- | ---- | ---- | ---- | ---- | ---- | ---- | ---- | ---- | ---- | ---- |
|                 | Giro de Italia  | —    | —    | —    | —    | —    | 106.º | —    | —    | —    | —    | —    | —    | —    | —    | —    | —    |
|                 | Tour de Francia | —    | —    | —    | —    | —    | —     | —    | —    | —    | —    | —    | Ab.  | —    | —    | —    | —    |
|                 | Vuelta a España | —    | —    | —    | —    | —    | —     | 93.º | —    | —    | Ab.  | —    | —    | —    | —    | —    | —    |
| Mundial en Ruta | Mundial en Ruta | —    | —    | —    | —    | —    | 27.º  | —    | 13.º | —    | —    | 20.º | 52.º | 26.º | Ab.  | —    | —    |

—: no participa

Ab.: abandono